# Khristo Markov
Pour les articles homonymes, voir Markov.
Hristo Ganchev Markov (né le 27 janvier 1965 à Dimitrovgrad) est un athlète bulgare spécialiste du triple saut.

## Carrière
Après un premier titre de champion d'Europe en 1986, il remporte la médaille d'or du triple saut lors des Championnats du monde d'athlétisme 1987 à Rome avec la marque de 17,92 m. L'année suivante, Markov remporte un nouveau titre international en s'imposant en finale des Jeux olympiques d'été de 1988 à Séoul. Il signe à cette occasion un nouveau record olympique de la discipline en 17,61 m. En 1990, il décroche la médaille d'argent des Championnats d'Europe d'athlétisme de Split.

## Records
Entre 1985 et 1987, Markov améliore quatre fois le record d'Europe de la discipline.
| Performance | Date         | Lieu     |
| ----------- | ------------ | -------- |
| 17,77 m     | 11 août 1985 | Budapest |
| 17,80 m     | 11 août 1986 | Budapest |
| 17,81 m     | 31 mai 1987  | Sofia    |
| 17,92 m     | 31 août 1987 | Rome     |

- Triple saut : 17,92 m (Rome, 31/08/1987)
- Triple saut (en salle) : 17,45 m (Le Pirée, 06/02/1988)
- Saut à la perche : 5,40 m (Bratislava, 01/06/1994)

## Palmarès
| Date | Compétition                    | Lieu      | Résultat | Marque  |
| ---- | ------------------------------ | --------- | -------- | ------- |
| 1983 | Championnats d'Europe junior   | Schwechat | 1er      | 16,72 m |
| 1985 | Championnats d'Europe en salle | Athènes   | 1er      | 17,29 m |
| 1985 | Championnats du monde en salle | Paris     | 1er      | 17,22 m |
| 1986 | Championnats d'Europe          | Stuttgart | 1er      | 17,66 m |
| 1987 | Championnats du monde          | Rome      | 1er      | 17,92 m |
| 1988 | Jeux olympiques                | Séoul     | 1er      | 17,61 m |
| 1990 | Championnats d'Europe          | Split     | 2e       | 17,43 m |